# Görwihl
Görwihl – miejscowość i gmina w Niemczech, w kraju związkowym Badenia-Wirtembergia, w rejencji Fryburg, w regionie Hochrhein-Bodensee, w powiecie Waldshut. Leży w Schwarzwaldzie, nad Alb, ok. 7 km na północ od Albbruck.
60% obszaru gminy stanowią lasy.

## Dzielnice
- Engelschwand
- Görwihl
- Hartschwand
- Niederwihl
- Oberwihl
- Rotzingen/Burg
- Rüßwihl
- Segeten
- Strittmatt
- Tiefenstein